# Джерельний провулок (Київ)
Джере́льний прову́лок — провулок в Оболонському районі міста Києва, селище ДВС. Пролягає від вулиці Восьмого Березня до Джерельної вулиці.

## Історія
Виник у 1950-х роках під назвою Проїзд «В». Сучасна назва — з 1958 року.